# Smith & Wesson model 500
Smith & Wesson model 500 er en 5-skuds revolver som bliver produceret af Smith & Wesson. Den affyrer .500 S&W Magnum-patroner. Den er baseret på den såkaldte X-frame. Løbets længde fås i 102, 222 og 267 mm. Denne revolver benyttes bl.a. til sport og jagt.
| Våben | Spire Denne artikel om våben er en spire som bør udbygges. Du er velkommen til at hjælpe Wikipedia ved at udvide den. |